# Probiotika
Ordet probiotika kommer fra græsk og betyder "for livet". Betegnelsen dækker over en række mikroorganismer, herunder primært mælkesyre- og bifidobakterier, som tillægges sundhedsfremmende egenskaber, fordi de ved deres tilstedeværelse anses for at have en gavnlig indflydelse på mave-tarm-kanalens mikrobielle flora gennem samvirkning med immunsystemet. Probiotika kan meget tidligt i livet muligvis mindske risikoen for autoimmune sygdomme som leddegigt, sklerose og Crohns sygdom.
Probiotika må ikke forveksles med præbiotika, en fødevarekomponent, som ikke kan nedbrydes af menneskers eller dyrs fordøjelsesenzymer, men som stimulerer væksten af gavnlige bakterier.

## Hvordan virker probiotika?
Den normale bakterieflora i tarmen antages at have en beskyttende funktion, idet den som en barriere hæmmer kolonisationen med sygdomsfremkaldende bakterier. Specielt i de første leveår menes den at påvirke tarmens immunapparat og medvirke til etablering af oral tolerance over for fremmede antigener, f.eks. fødevareproteiner.

## Lactobacillus rhamnosusGG
Lactobacillus rhamnosus GG er en bakterie, der tilhører den normale tarmflora og som derfor ikke er sygdomsfremkaldende. Derimod har den probiotiske egenskaber.
Mulige virkningsmekanismer er kompetitiv hæmning af kolonisation med sygdomsfremkaldende bakterier, som E. coli og salmonella, stimulering af slimproduktion, hvorved tarmens barrierefunktion forstærkes, syntese af stoffer med antimikrobiel aktivitet over for sygdomsfremkaldende bakterier i tarmen samt stimulation af produktion af antistof (IgA).
Effekten af Lactobacillus rhamnosus GG er videnskabeligt veldokumenteret ved indtagelse af doser på minimum ≥ 6 milliarder levende bakterier 1 til 2 gange dagligt. Det er essentielt for effekten at L. rhmnosus GG indtages i tilstrækkelige høje doser.

## Ingen bivirkninger
Bivirkninger af langtidsbehandling med Lactobacillus rhamnosus GG er ikke registreret i kliniske undersøgelser, og der er ikke rapporteret om komplikationer, herunder invasive infektioner forårsaget af udefra tilførte bakterier. Behandling med L. rhamnosus GG må generelt antages at være uden nogen form for risiko. [kilde mangler]

## Eksterne links
- Probiotika. Patienthåndbogen
- Probiotika. Biotech Academy
- Probiotika i praksis. Biotech Academy
- Bakterier hjælper dig til nul huller. Videnskab.dk
- Hvordan fungerer probiotika?
- Människans normalflora - okänt universum med nyckelroll för framtidens livsmedelsforskning Arkiveret 31. maj 2013 hos  Wayback Machine
- Digging into Probiotics: Experts Look at Foods' Bacteria & Health Claims. Livescience

| Pseudovidenskab | Spire Denne artikel om pseudovidenskab er en spire som bør udbygges. Du er velkommen til at hjælpe Wikipedia ved at udvide den. |